# Leonard C. Lewin
Leonard C. Lewin (* 2. Oktober 1916; † 28. Januar 1999) war ein US-amerikanischer Schriftsteller. Lewin ist vor allem als Autor der Satire Verdammter Friede bekannt.

## Verdammter Friede
Die Satire Verdammter Friede erschien 1967 unter dem Titel: Report From Iron Mountain on the Possibility and Desirability of Peace in einem Sachbuchverlag. Ein einleitendes Interview und eine kurze Einführung geben den Eindruck, dass es sich bei dem restlichen Werk um den Bericht („Report“) einer im Geheimen arbeitenden Gruppe von Wissenschaftlern handele. Diese „Special Study Group“ traf sich in einem „Irom Mountain“ genannten atombombensicheren Bunker, um die negativen Folgen eines langen Friedens zu untersuchen, und Alternativen zu entwickeln.
Einer der Wissenschaftler, in der Satire „John Doe“ genannt, beschloss jedoch, den Abschlussbericht der Öffentlichkeit zugänglich zu machen. Zu diesem Zweck trat er an Leonard Lewin heran, der dann die notwendigen Kontakte zur „Dial Press“ im Verlagshaus Simon & Schuster herstellte.
Die Schlussfolgerungen des Berichts sind ernüchternd, in dem „Friede nicht im Interesse einer stabilen Gesellschaft“ sei. Krieg sei für die Wirtschaft zu wichtig, als dass man ihn „abschaffen“ dürfe. Mehr noch, auch Regierungen erhielten ihre Autorität aufgrund ihrer Fähigkeit, Krieg zu führen, und hätten daher ebenfalls kein Interesse, einen Zustand dauerhaften Friedens herbeizuführen.
Falls ein dauerhafter Friede jedoch unvermeidbar sei, solle die Regierung alternative Programme initiieren: Den Wohlfahrtsstaat, ein Raumfahrtprogramm oder ein gigantisches Rüstungskontrollprogramm.
Daneben sei die Schaffung von „alternativen Feinden“ eine mögliche Lösung; vorgeschlagen wurden Bedrohungen durch Außerirdische, Asteroiden oder massive globale Umweltverschmutzung. Aber auch Gladiatorenspiele oder öffentliche Prozesse wie in der spanischen Inquisition seien denkbar.
Wirkung des Berichts
Bei seinem Erscheinen wurde der Bericht von vielen Menschen für echt gehalten. Dieser Eindruck wurde dadurch verstärkt, dass der US-amerikanischen Regierung generell Misstrauen entgegengebracht wurde, und diese ihre Dienststellen extra anwies, den „Bericht“ als Scherz darzustellen.
Eine rechtsgerichtete Gruppierung (Liberty Lobby) ging so weit, den Bericht nachzudrucken, da ein Regierungsbericht keinem Urheberrecht unterliege.
1972, fünf Jahre nach Erscheinen des Buches, bekannte Lewin seine Autorschaft. Eine 1996 erschienene Neuauflage enthält in einer neuen Einführung Einzelheiten zur Entstehung des „Scherzes“.

## Publikationen
- Report from Iron Mountain on the possibility and desirability of peace. With introductory material by Leonard C. Lewin. Dial Press, New York 1967, LCCN 67-027553.
- Leonard C. Lewin (Hrsg.): Verdammter Friede. Scherz Verlag, Bern/München/Wien 1968, DNB 457926694 (englisch: Report from Iron Mountain on the possibility and desirability of peace. New York 1967. Übersetzt von Gert Woerner).
- Report from Iron Mountain. On the possibility and desirability of peace. With an introduction by Victor Navasky. The Free Press, New York 1996, ISBN 0-684-82390-X (amerikanisches Englisch).